# Michael Hollick
Michael Andrew Hollick (ur. 5 sierpnia 1973 w Nowym Jorku) – amerykański aktor. Popularność przyniosła mu rola głosowa i motion capture Niko Bellica w grze Grand Theft Auto IV.

## Życiorys
Michael Hollick ukończył Carnegie Mellon University. Występował w przedstawieniach teatralnych takich jak De La Guarda, Fuerzabruta w teatrach Off-Broadway, a także Tarzan i Jumpers na Broadwayu. Wystąpił także w epizodycznych rolach telewizyjnych w serialach Prawo i porządek, Prawo i porządek: Zbrodniczy zamiar, Prawo i porządek: sekcja specjalna, Seks w wielkim mieście i Hawaii Five-0.
Michael Hollick jest najbardziej znany z roli głosowej i motion capture protagonisty gry Grand Theft Auto IV, Niko Bellica, za którą zdobył nagrodę Spike Video Games Award w kategorii Najlepsza rola męska. Nagrywanie kwestii i ruchów zajęło około 15 miesięcy, za które aktor dostał 100 tysięcy dolarów. Materiały wykorzystano także w dodatkach do gry – Grand Theft Auto IV: The Lost and Damned oraz Grand Theft Auto: The Ballad of Gay Tony. Hollick wziął też udział w nagrywaniu motion capture do gry Homefront.

## Życie prywatne
Od 2 września 2007 jego żoną jest aktorka Angela Tsai, z którą ma syna, Maxwella Minga Hollicka (ur. 22 lipca 2010).

## Filmografia

### Seriale telewizyjne
- 2000–2002: Prawo i porządek: sekcja specjalna – trener (odc. 23); lekarz (odc. 62)
- 2002: Seks w wielkim mieście – Dickie Sailor (odc. 67)
- 2006–2009: Prawo i porządek – Nick Carvahal (odc. 372); minister (odc. 438)
- 2007: Prawo i porządek: Zbrodniczy zamiar – Barry Epstein (odc. 123)
- 2014: Hawaii Five-0 – Porucznik Marynarki Wojennej Granger (odc. 92)

### Gry komputerowe
- 2008: Grand Theft Auto IV – Niko Bellic
- 2009: Grand Theft Auto IV: The Lost and Damned – Niko Bellic
- 2009: Grand Theft Auto: The Ballad of Gay Tony – Niko Bellic
- 2011: Homefront
- 2015: Dying Light – Ronald „Razor” Tomasino